# Rambutan Masam
Rambutan Masam is een bestuurslaag in het regentschap Batang Hari van de provincie Jambi, Indonesië. Rambutan Masam telt 2588 inwoners (volkstelling 2010).